# 妻と女の間
『妻と女の間』（つまとおんなのあいだ）は、瀬戸内晴美（現・瀬戸内寂聴）の小説、またそれを原作とした映画・テレビドラマである。
毎日新聞社から1969年に刊行され、1974年に新潮文庫で刊行。

## 概要
東京で和服のデザイナーの傍ら呉服屋を営んでいる安澄は四人姉妹の長女である。実家の京都で呉服の卸問屋を婿養子の政之と共に切り盛りしている次女の優子、平凡なサラリーマンの妻となっている三女の乃利子、故あって未亡人である安澄の娘となっている四女の耀子がいる。この四人姉妹、その母親、次女・優子の夫の愛人らの女性たちの生き方を通して女の性（さが）を描いた作品である。

## 映画
1976年1月17日、芸苑社制作で東宝の配給により公開。豊田四郎と市川崑による共同監督作品だが、翌1977年に豊田が急逝したことで、同作が豊田の遺作となった。

### 製作
芸苑社の正月映画として企画されたが、最初から共同監督作品として企画されたわけではなく、文芸映画の巨匠である豊田の健康状態やスケジュールの関係で難渋していたところ、プロデューサーの佐藤一郎と市川喜一の判断で、東宝の後輩でもある市川が協力を承諾してくれたことにより完成にこぎつけた。
主に主人公の安澄のシーンを中心に豊田が演出し、他の三人姉妹やロケシーンを市川が演出した。よって市川が豊田にあわせた面があり、抑えた演出になっているがタイトルクレジットやロケシーンなどで市川らしい演出が垣間見られる。
市川は当初、ノンクレジットでも良いので、助っ人として手伝うつもりだったが、豊田の体面も考え、共同監督という形をとったが、撮影分担に関する打ち合わせはほとんどなく、豊田が市川の撮影する箇所を選び、市川がそれを基に撮影をする段取りで行われた。市川は映画冒頭のタイトルバックや、主人公4姉妹の内の酒井和歌子と仁科明子が扮する3女と4女の場面を主に担当し、編集段階で豊田が風邪をひいたため、編集にも全面的に関わることになった。市川は後年、製作風景を振り返って、原作者の瀬戸内晴美を貶すわけではないが、と前置きした上で、「内容的に豊田さんがこの映画を気に入っていたかどうかは知りません。おそらく豊田さんには、あの時期に、どうしてもこれを撮りたいという気持ちはなかったんじゃないですか」と述懐している。

### キャスト
- 安澄 - 三田佳子
- 優子 - 大空眞弓
- 乃利子 - 酒井和歌子
- 耀子 - 仁科明子
- 前田英子 - 梶芽衣子
- 政之 - 田村高廣
- 研一 - 篠田三郎
- 卓 - 岡田裕介
- 吉岡友四郎 - 荻島真一
- 三谷友彦 - 森本レオ
- 須美 - 高杉早苗
- 野口 - 曽我廼家明蝶
- 沢本圭子 - 木内みどり
- バー「ミコ」のマダム - 真咲美岐
- バー「ミコ」の客 - 辻萬長、木島新一、秋元羊介、伴藤武
- 研一の連れの男 - 吉見哲
- 安澄の店の客・母 - 斉藤美和
- 安澄の店の客・娘 - 桐生かほる
- 三越の女性客 - 田中文子
- 劇団の若い男 - 粕谷正治
- お手伝い - 溝口順子
- バーの女 - アミアツ子
- 尼僧 - 瀬戸内晴美
- 花屋主人 - 丹波哲郎（特別出演）
- 役名不明 - 富田浩太郎、記平佳枝、北山年夫

### スタッフ
- 監督 - 豊田四郎、市川崑
- 助監督 - 岡田文亮、山下賢章
- 製作 - 佐藤一郎、市川喜一、田中収
- 原作 - 瀬戸内晴美
- 脚本 - 八住利雄
- 撮影 - 岡崎宏三、長谷川清
- 音楽 - 佐藤勝
- 美術 - 村木忍
- 編集 - 池田美千子 、長田千鶴子
- 録音 - 林頴四郎、矢野口文雄
- 照明 - 小島真二、平野清久
- 方言指導 - 岡崎夏子、林さち子
- 衣裳デザイン - 立岡茂雄、田中文子、高井大次
- 衣裳制作 - 日本橋三越「きもの模様室」
- 生地協力 - 寿光織
- 効果 - 東宝効果集団
- 記録 - 木村靖子、梶山弘子
- 制作担当 - 森知貴秀、徳増俊郎
- スチール - 田中一清、蒔田研一
- 現像 - 東洋現像所
- 製作プロダクション - 芸苑社

### 主題歌
- 『薄氷』
  - 作詞：なかにし礼／作曲：佐藤勝／編曲：京建輔／歌：くもと空（エレックレコード）

### 同時上映
『おしゃれ大作戦』
- 脚本：松木ひろし／監督：古澤憲吾／主演：由美かおる

## TVドラマ

### 1969年版
1969年4月8日から7月1日にかけて毎日放送（MBS）「テレビ映画」枠にて放送された。全13回。

#### キャスト
- 安澄 - 淡島千景
- 神鳥ひろ子
- 研一 - 大丸二郎
- 優子 - 扇千景
- 政之 - 二谷英明
- 夏川静枝
- 乃利子 - 冨士眞奈美
- 卓 - 本郷淳
- 三谷友彦 - 山本耕一

#### スタッフ
- 演出 - 西河克己
- 脚本 - 林秀彦
- 制作 - 日活、毎日放送

### 1975年版
1975年3月3日 - 5月5日、TBS系列「花王 愛の劇場」枠（月 - 金曜日13:00 - 13:30）にて放送された。

#### キャスト
- 小池安澄 - 三ツ矢歌子
- 小池耀子 - 森川千恵子
- 研一 - 原口剛

#### 腸捻転解消（ネットチェンジ）
本作放送途中で関西地区でのネット局・放送時間が変更されている。1975年3月28日までは朝日放送（ABC）で制作局TBSより15分遅れで放送されたが、腸捻転解消に伴い、同月31日から毎日放送（MBS）でTBSと同時ネットに移行した。また、関東・関西両地区以外のTBS系列局での放送時間も、1975年3月28日まではTBSと同時ネットとしていた局と『シャボン玉プレゼント』を朝日放送と同時ネットしていた関係で15分遅れとしていた局に分かれていたが、同月31日からはTBS系列全局で同時ネットに変更されている。
腸捻転解消前後のTBS系列各局の放送時間は以下の通りであった（系列は放送当時の系列）。
| 放送対象地域  | 放送局       | 系列                                 | 放送時間                                                           | 備考 |
| ------------- | ------------ | ------------------------------------ | ------------------------------------------------------------------ | --- |
| 関東広域圏    | 東京放送     | TBS系列                              | 平日 13:00 - 13:30（全話）                                         | 『花王 愛の劇場』の制作局 『ポーラテレビ小説』の直後に放送                                                                                                  |
| 福島県        | 福島テレビ   | TBS系列 フジテレビ系列               | 平日 13:00 - 13:30（全話）                                         | 『ポーラテレビ小説』の直後に放送 |
| 山梨県        | テレビ山梨   | TBS系列                              | 平日 13:00 - 13:30（全話）                                         | 『ポーラテレビ小説』の直後に放送 |
| 長野県        | 信越放送     | TBS系列                              | 平日 13:00 - 13:30（全話）                                         | 『ポーラテレビ小説』の直後に放送 |
| 静岡県        | 静岡放送     | TBS系列                              | 平日 13:00 - 13:30（全話）                                         | 『ポーラテレビ小説』の直後に放送 |
| 高知県        | テレビ高知   | TBS系列                              | 平日 13:00 - 13:30（全話）                                         | 『ポーラテレビ小説』の直後に放送 |
| 近畿広域圏    | 朝日放送     | TBS系列 →NETテレビ系列               | 平日 13:15 - 13:45（第20話まで）                                   | 『シャボン玉プレゼント』の制作局 第20話まで『シャボン玉プレゼント』の直後に放送 1975年3月31日以降は『13時ショー』に切り替え                                 |
| 近畿広域圏    | 毎日放送     | NETテレビ系列 →TBS系列               | 平日 13:00 - 13:30（第21話以降）                                   | 1975年3月28日までは『13時ショー』を放送 第21話以降は『ポーラテレビ小説・お美津』の直後に放送                                                                |
| 北海道        | 北海道放送   | TBS系列                              | 平日 13:15 - 13:45（第20話まで） →平日 13:00 - 13:30（第21話以降） | 第20話までは『シャボン玉プレゼント』の直後に、 第21話以降は『ポーラテレビ小説・お美津』の直後にそれぞれ放送 『シャボン玉プレゼント』はNETテレビ系列局へ移行 |
| 中京広域圏    | 中部日本放送 | TBS系列                              | 平日 13:15 - 13:45（第20話まで） →平日 13:00 - 13:30（第21話以降） | 第20話までは『シャボン玉プレゼント』の直後に、 第21話以降は『ポーラテレビ小説・お美津』の直後にそれぞれ放送 『シャボン玉プレゼント』はNETテレビ系列局へ移行 |
| 岡山県        | 山陽放送     | TBS系列                              | 平日 13:15 - 13:45（第20話まで） →平日 13:00 - 13:30（第21話以降） | 第20話までは『シャボン玉プレゼント』の直後に、 第21話以降は『ポーラテレビ小説・お美津』の直後にそれぞれ放送 『シャボン玉プレゼント』はNETテレビ系列局へ移行 |
| 広島県        | 中国放送     | TBS系列                              | 平日 13:15 - 13:45（第20話まで） →平日 13:00 - 13:30（第21話以降） | 第20話までは『シャボン玉プレゼント』の直後に、 第21話以降は『ポーラテレビ小説・お美津』の直後にそれぞれ放送 『シャボン玉プレゼント』はNETテレビ系列局へ移行 |
| 福岡県        | RKB毎日放送  | TBS系列                              | 平日 13:15 - 13:45（第20話まで） →平日 13:00 - 13:30（第21話以降） | 第20話までは『シャボン玉プレゼント』の直後に、 第21話以降は『ポーラテレビ小説・お美津』の直後にそれぞれ放送 『シャボン玉プレゼント』はNETテレビ系列局へ移行 |
| 鹿児島県      | 南日本放送   | TBS系列                              | 平日 13:15 - 13:45（第20話まで） →平日 13:00 - 13:30（第21話以降） | 第20話までは『シャボン玉プレゼント』の直後に、 第21話以降は『ポーラテレビ小説・お美津』の直後にそれぞれ放送 『シャボン玉プレゼント』はNETテレビ系列局へ移行 |
| 青森県        | 青森テレビ   | NETテレビ系列 TBS系列 →TBS系列       | 平日 13:15 - 13:45（第20話まで） →平日 13:00 - 13:30（第21話以降） | 第20話までは『シャボン玉プレゼント』の直後に、 第21話以降は『ポーラテレビ小説・お美津』の直後にそれぞれ放送 『シャボン玉プレゼント』は途中打ち切り          |
| 岩手県        | 岩手放送     | TBS系列                              | 平日 13:15 - 13:45（第20話まで） →平日 13:00 - 13:30（第21話以降） | 第20話までは『シャボン玉プレゼント』の直後に、 第21話以降は『ポーラテレビ小説・お美津』の直後にそれぞれ放送 『シャボン玉プレゼント』は途中打ち切り          |
| 宮城県        | 東北放送     | TBS系列                              | 平日 13:15 - 13:45（第20話まで） →平日 13:00 - 13:30（第21話以降） | 第20話までは『シャボン玉プレゼント』の直後に、 第21話以降は『ポーラテレビ小説・お美津』の直後にそれぞれ放送 『シャボン玉プレゼント』は途中打ち切り          |
| 新潟県        | 新潟放送     | TBS系列                              | 平日 13:15 - 13:45（第20話まで） →平日 13:00 - 13:30（第21話以降） | 第20話までは『シャボン玉プレゼント』の直後に、 第21話以降は『ポーラテレビ小説・お美津』の直後にそれぞれ放送 『シャボン玉プレゼント』は途中打ち切り          |
| 石川県        | 北陸放送     | TBS系列                              | 平日 13:15 - 13:45（第20話まで） →平日 13:00 - 13:30（第21話以降） | 第20話までは『シャボン玉プレゼント』の直後に、 第21話以降は『ポーラテレビ小説・お美津』の直後にそれぞれ放送 『シャボン玉プレゼント』は途中打ち切り          |
| 島根県 鳥取県 | 山陰放送     | TBS系列                              | 平日 13:15 - 13:45（第20話まで） →平日 13:00 - 13:30（第21話以降） | 第20話までは『シャボン玉プレゼント』の直後に、 第21話以降は『ポーラテレビ小説・お美津』の直後にそれぞれ放送 『シャボン玉プレゼント』は途中打ち切り          |
| 長崎県        | 長崎放送     | TBS系列                              | 平日 13:15 - 13:45（第20話まで） →平日 13:00 - 13:30（第21話以降） | 第20話までは『シャボン玉プレゼント』の直後に、 第21話以降は『ポーラテレビ小説・お美津』の直後にそれぞれ放送 『シャボン玉プレゼント』は途中打ち切り          |
| 熊本県        | 熊本放送     | TBS系列                              | 平日 13:15 - 13:45（第20話まで） →平日 13:00 - 13:30（第21話以降） | 第20話までは『シャボン玉プレゼント』の直後に、 第21話以降は『ポーラテレビ小説・お美津』の直後にそれぞれ放送 『シャボン玉プレゼント』は途中打ち切り          |
| 大分県        | 大分放送     | TBS系列                              | 平日 13:15 - 13:45（第20話まで） →平日 13:00 - 13:30（第21話以降） | 第20話までは『シャボン玉プレゼント』の直後に、 第21話以降は『ポーラテレビ小説・お美津』の直後にそれぞれ放送 『シャボン玉プレゼント』は途中打ち切り          |
| 宮崎県        | 宮崎放送     | TBS系列                              | 平日 13:15 - 13:45（第20話まで） →平日 13:00 - 13:30（第21話以降） | 第20話までは『シャボン玉プレゼント』の直後に、 第21話以降は『ポーラテレビ小説・お美津』の直後にそれぞれ放送 『シャボン玉プレゼント』は途中打ち切り          |
| 沖縄県        | 琉球放送     | TBS系列                              | 平日 13:15 - 13:45（第20話まで） →平日 13:00 - 13:30（第21話以降） | 第20話までは『シャボン玉プレゼント』の直後に、 第21話以降は『ポーラテレビ小説・お美津』の直後にそれぞれ放送 『シャボン玉プレゼント』は途中打ち切り          |
| 山口県        | テレビ山口   | TBS系列 フジテレビ系列 NETテレビ系列 | 平日 13:15 - 13:45（第20話まで） →平日 13:00 - 13:30（第21話以降） | 第20話までは『シャボン玉プレゼント』の直後に、 第21話以降は『アフタヌーンショー』の直後にそれぞれ放送 『シャボン玉プレゼント』は途中打ち切り                |

## 前後番組
| NETテレビ 火曜日22:00 - 終了時刻不明枠（当時は毎日放送の制作枠）                                                                                  | NETテレビ 火曜日22:00 - 終了時刻不明枠（当時は毎日放送の制作枠）              | NETテレビ 火曜日22:00 - 終了時刻不明枠（当時は毎日放送の制作枠）                                                                                    |
| 前番組 | 番組名                                                                        | 次番組 |
| --- | ----------------------------------------------------------------------------- | --- |
| 剣は語らず | 妻と女の間                                                                    | 恋歌 |
| TBS系列 花王 愛の劇場 |                                                                               | |
| しろがね心中 （1975.1.6 - 1975.2.28） | 妻と女の間 （1975.3.3 - 1975.5.5）                                            | 赤い殺意 （1975.5.6 - 1975.7.4） |
| 朝日放送 平日13:15 - 13:45枠 |                                                                               | |
| しろがね心中 （1975.1.6 - 1975.2.28） | 妻と女の間 （1975.3.3 - 1975.3.28） ※本番組まで花王 愛の劇場枠                | 13時ショー （1975.3.30 - 1976.1.30） ※13:15 - 13:55 【NETテレビ制作、 毎日放送から移行】                                                            |
| 毎日放送 平日13:00 - 13:30枠 |                                                                               | |
| 13時ショー （1972.10.2 - 1975.3.28） ※13:00 - 13:55 【NETテレビ制作、 朝日放送へ移行のうえ、 平日13:15枠に15分繰り下げて変更・ 15分縮小して継続】 | 妻と女の間 （1975.3.31 - 1975.5.5） ※本番組から花王 愛の劇場枠                | 赤い殺意 （1975.5.6 - 1975.7.4） |
| 北日本・西日本の一部のTBS系列局 平日13:15 - 13:45枠                                                                                               |                                                                               | |
| しろがね心中 （1975.1.6 - 1975.2.28） | 妻と女の間 （1975.3.3 - 1975.3.28） 【15分繰り上げて継続】                    | 妻と女の間 （1975.3.31 - 1975.5.5） ※13:00 - 13:30京まんだら （1975.3.31 - 1975.6.27） ※13:30 - 13:45 【ここから妻そして女シリーズ、 毎日放送制作】 |
| 北日本・西日本の一部のTBS系列局 平日13:00 - 13:15枠                                                                                               |                                                                               | |
| シャボン玉プレゼント （1971.7.5 - 1975.3.28） 【朝日放送制作、 地域によってNET系列局へ移行もしくは途中打ち切り】                                  | 妻と女の間 ※13:00 - 13:30 （1975.3.31 - 1975.5.5） ※本番組から花王 愛の劇場枠 | 赤い殺意 ※13:00 - 13:30 （1975.5.6 - 1975.7.4） |